# Bourbon (Indiana)
Pour les articles homonymes, voir Bourbon.
Bourbon est une municipalité américaine située dans le comté de Marshall en Indiana. Selon le recensement de 2010, elle compte 1 810 habitants sur une superficie d'un mille carré (2,59 km2).

## Histoire
La région est habitée par les Potéouatamis avant l'arrivée des européens. Le township de Bourbon (en) est créé en 1840 et nommé d'après une localité du Kentucky. En 1853, la ville est fondée en prévision de l'arrivée du chemin de fer trois ans plus tard. Bourbon se développe grâce à l'industrie du bois et devient une municipalité en 1865.
L'ancien gymnase de Bourbon, construit en 1928, est inscrit au Registre national des lieux historiques depuis 2015. Le quartier résidentiel historique et le quartier commerçant historique sont également candidats à leur inscription sur le registre.

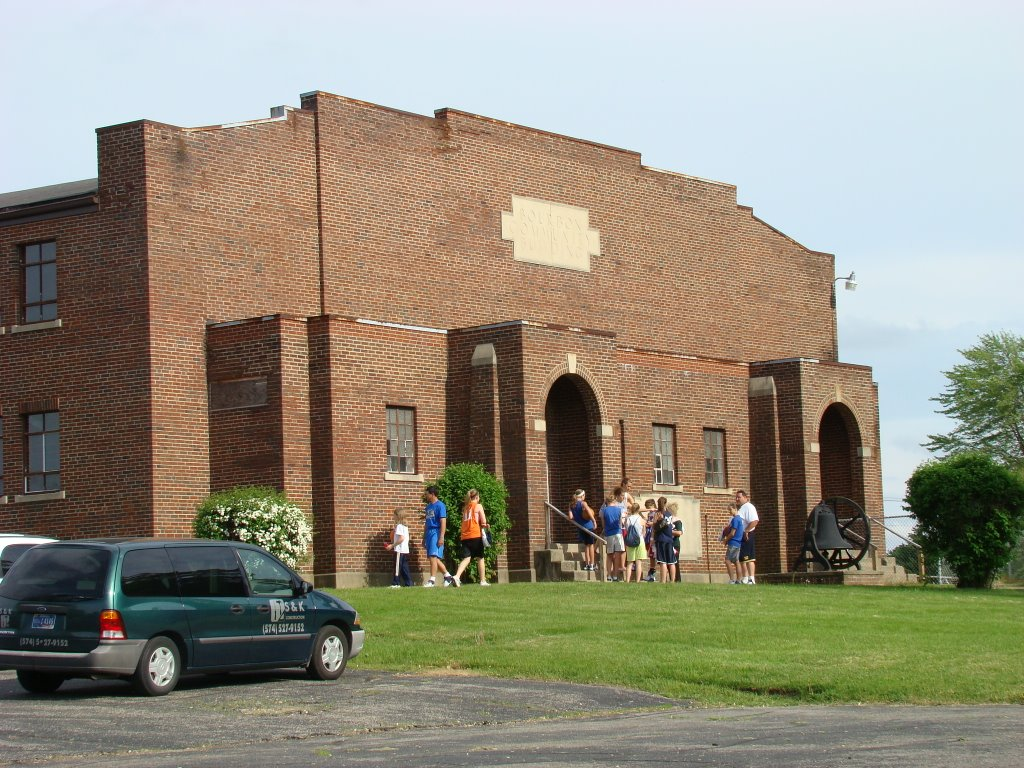
Le gymnase
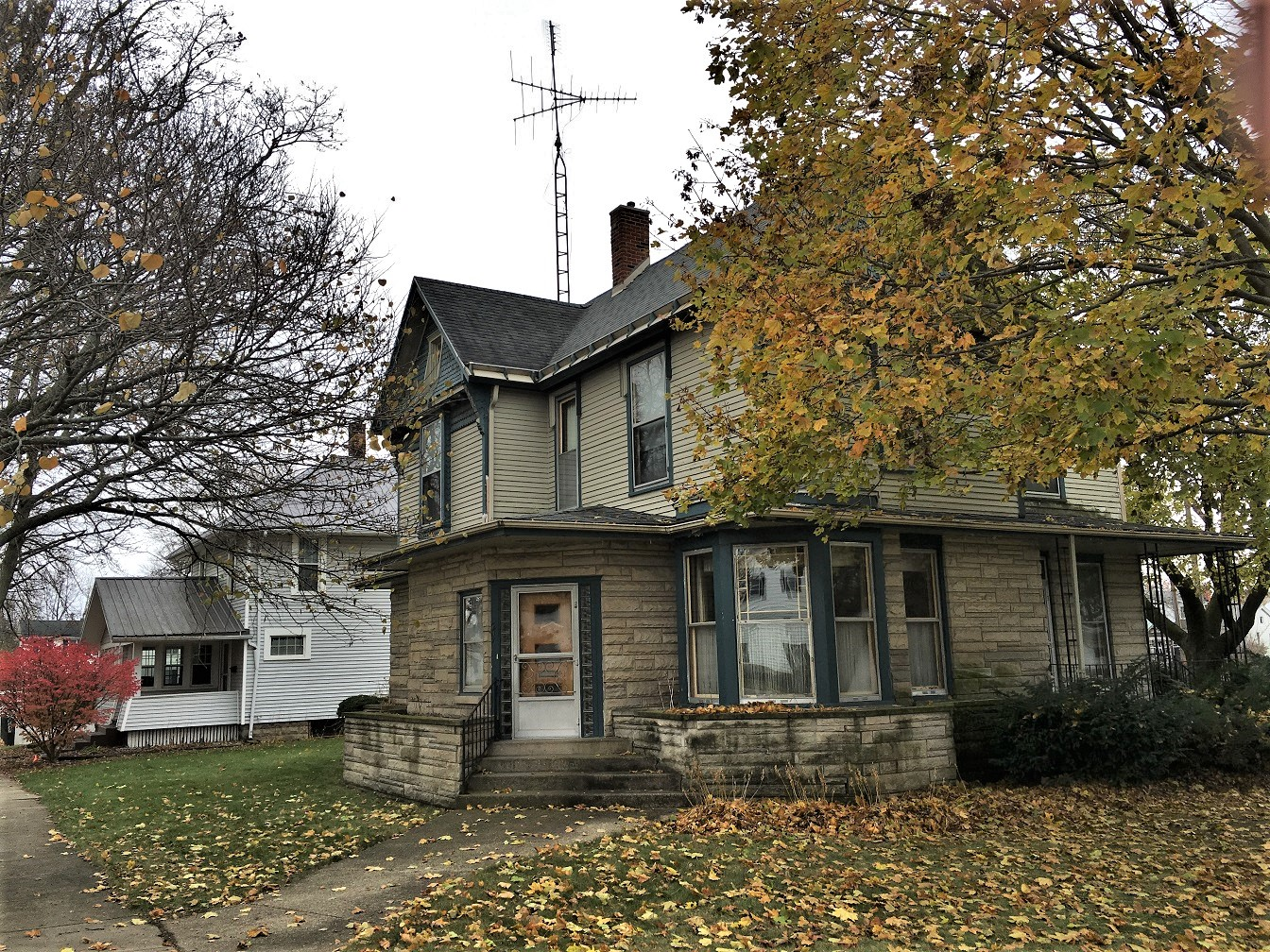
Le quartier résidentiel
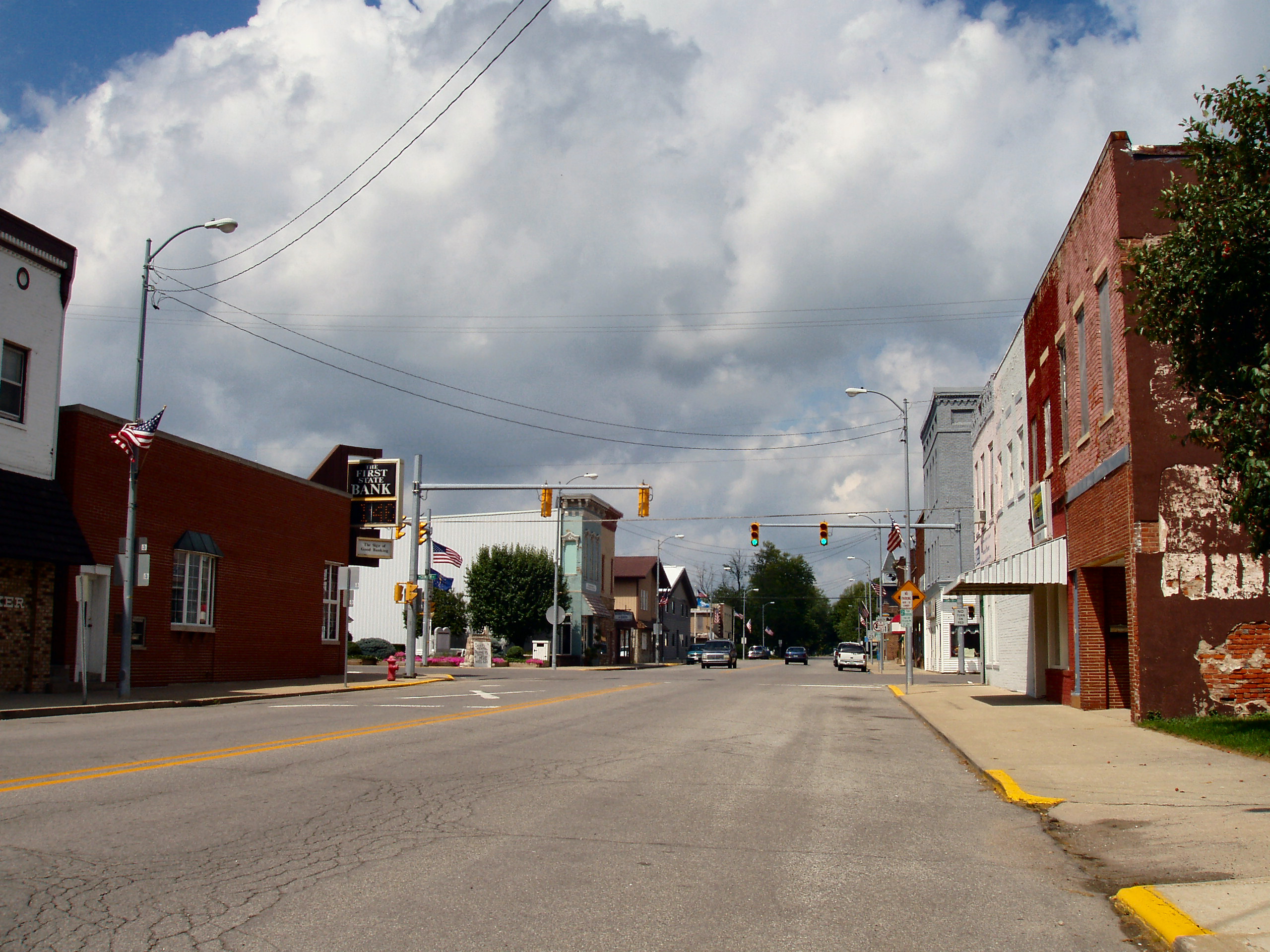
Le quartier commerçant